# Liste der Gefäßpflanzen Deutschlands/K
- Kälberkropf, Aromatischer (Chaerophyllum aromaticum) - Familie: Apiaceae
- Kälberkropf, Gold- (Chaerophyllum aureum) - Familie: Apiaceae
- Kälberkropf, Hecken- (Chaerophyllum temulum) - Familie: Apiaceae
- Kälberkropf, Knolliger (Chaerophyllum bulbosum) - Familie: Apiaceae
- Kälberkropf, Rauhaariger (Chaerophyllum hirsutum) - Familie: Apiaceae
- Kalmus (Acorus calamus) - Familie: Acoraceae
- Kamille, Echte (Matricaria recutita) - Familie: Asteraceae
- Kamille, Geruchlose (Tripleurospermum perforatum) - Familie: Asteraceae
- Kamille, Küsten- (Tripleurospermum maritimum) - Familie: Asteraceae
- Kamille, Römische (Chamaemelum nobile) - Familie: Asteraceae
- Kamille, Strahlenlose (Matricaria discoidea) - Familie: Asteraceae
- Kammfarn (Dryopteris cristata) - Familie: Dryopteridaceae
- Kammgras, Wiesen- (Cynosurus cristatus) - Familie: Poaceae
- Karde, Behaarte (Dipsacus pilosus) - Familie: Dipsacaceae
- Karde, Schlanke (Dipsacus strigosus) - Familie: Dipsacaceae
- Karde, Schlitzblättrige (Dipsacus laciniatus) - Familie: Dipsacaceae
- Karde, Wilde (Dipsacus fullonum) - Familie: Dipsacaceae
- Karlszepter (Pedicularis sceptrum-carolinum) - Familie: Orobanchaceae
- Katzenminze, Gewöhnliche (Nepeta cataria) - Familie: Lamiaceae
- Katzenminze, Großblütige (Nepeta grandiflora) - Familie: Lamiaceae
- Katzenminze, Pannonische (Nepeta nuda) - Familie: Lamiaceae
- Katzenminze, Traubige (Nepeta racemosa) - Familie: Lamiaceae
- Katzenpfötchen, Gewöhnliches (Antennaria dioica) - Familie: Asteraceae
- Katzenpfötchen, Karpaten- (Antennaria carpatica) - Familie: Asteraceae
- Keilmelde, Gestielte (Atriplex pedunculata) - Familie: Chenopodiaceae
- Keilmelde, Portulak- (Atriplex portulacoides) - Familie: Chenopodiaceae
- Kerbel, Garten- (Anthriscus cerefolium) - Familie: Apiaceae
- Kerbel, Glanz- (Anthriscus nitida) - Familie: Apiaceae
- Kerbel, Hunds- (Anthriscus caucalis) - Familie: Apiaceae
- Kerbel, Wiesen- (Anthriscus sylvestris) - Familie: Apiaceae
- Kermesbeere, Asiatische (Phytolacca esculenta) - Familie: Phytolaccaceae
- Kiefer, Haken- (Pinus uncinata) - Familie:Pinaceae
- Kiefer, Krummholz- (Pinus mugo) - Familie:Pinaceae
- Kiefer, Moor- (Pinus x rotundata (Pinus mugo x P. uncinata)) - Familie: Pinaceae
- Kiefer, Schwarz- (Pinus nigra) - Familie: Pinaceae
- Kiefer, Wald- (Pinus sylvestris) - Familie: Pinaceae
- Kiefer, Zirbel- (Pinus cembra) - Familie: Pinaceae
- Kirsche, Sauer- (Prunus cerasus) - Familie: Rosaceae
- Kirsche, Vogel- (Prunus avium) - Familie: Rosaceae
- Kirsche, Zwerg- (Prunus fruticosa) - Familie: Rosaceae
- Kirschpflaume (Prunus cerasifera) - Familie: Rosaceae
- Klappertopf, Alpen- (Rhinanthus alpinus) - Familie: Orobanchaceae
- Klappertopf, Grannen- (Rhinanthus glacialis) - Familie: Orobanchaceae
- Klappertopf, Großer (Rhinanthus angustifolius) - Familie: Orobanchaceae
- Klappertopf, Kleiner (Rhinanthus minor) - Familie: Orobanchaceae
- Klappertopf, Zottiger (Rhinanthus alectorolophus) - Familie: Orobanchaceae
- Klee, Alpen-Braun- (Trifolium badium) - Familie: Fabaceae
- Klee, Berg- (Trifolium montanum) - Familie: Fabaceae
- Klee, Blassgelber (Trifolium ochroleucon) - Familie: Fabaceae
- Klee, Brauner (Trifolium spadiceum) - Familie: Fabaceae
- Klee, Erdbeer- (Trifolium fragiferum) - Familie: Fabaceae
- Klee, Feld- (Trifolium campestre) - Familie: Fabaceae
- Klee, Gestreifter (Trifolium striatum) - Familie: Fabaceae
- Klee, Gewöhnlicher Kleiner (Trifolium dubium) - Familie: Fabaceae
- Klee, Gold- (Trifolium aureum) - Familie: Fabaceae
- Klee, Hasen- (Trifolium arvense) - Familie: Fabaceae
- Klee, Hügel- (Trifolium alpestre) - Familie: Fabaceae
- Klee, Kleinblütiger (Trifolium retusum) - Familie: Fabaceae
- Klee, Kleinster (Trifolium micranthum) - Familie: Fabaceae
- Klee, Mittlerer (Trifolium medium) - Familie: Fabaceae
- Klee, Purpur- (Trifolium rubens) - Familie: Fabaceae
- Klee, Rasiger (Trifolium thalii) - Familie: Fabaceae
- Klee, Rauer (Trifolium scabrum) - Familie: Fabaceae
- Klee, Schweden- (Trifolium hybridum) - Familie: Fabaceae
- Klee, Vogelfuß- (Trifolium ornithopodioides) - Familie: Fabaceae
- Klee, Weiß- (Trifolium repens) - Familie: Fabaceae
- Klee, Wiesen- (Trifolium pratense) - Familie: Fabaceae
- Kleefarn (Marsilea quadrifolia) - Familie: Marsileaceae
- Kleinling, Acker- (Anagallis minima) - Familie: Primulaceae
- Klette, Filzige (Arctium tomentosum) - Familie: Asteraceae
- Klette, Große (Arctium lappa) - Familie: Asteraceae
- Klette, Kleine (Arctium minus) - Familie: Asteraceae
- Klettengras, Traubiges (Tragus racemosus) - Familie: Poaceae
- Klettenkerbel, Acker- (Torilis arvensis) - Familie: Apiaceae
- Klettenkerbel, Gewöhnlicher (Torilis japonica) - Familie: Apiaceae
- Klettenkerbel, Knotiger (Torilis nodosa) - Familie: Apiaceae
- Knabenkraut, Affen- (Orchis simia) - Familie: Orchidaceae
- Knabenkraut, Blasses (Orchis pallens) - Familie: Orchidaceae
- Knabenkraut, Blutrotes (Dactylorhiza cruenta) - Familie: Orchidaceae
- Knabenkraut, Brand- (Orchis ustulata) - Familie: Orchidaceae
- Knabenkraut, Breitblättriges (Dactylorhiza majalis) - Familie: Orchidaceae
- Knabenkraut, Dreizähniges (Orchis tridentata) - Familie: Orchidaceae
- Knabenkraut, Fleischfarbenes (Dactylorhiza incarnata) - Familie: Orchidaceae
- Knabenkraut, Helm- (Orchis militaris) - Familie: Orchidaceae
- Knabenkraut, Holunder- (Dactylorhiza sambucina) - Familie: Orchidaceae
- Knabenkraut, Kleines (Orchis morio) - Familie: Orchidaceae
- Knabenkraut, Kugel- (Traunsteinera globosa) - Familie: Orchidaceae
- Knabenkraut, Lappländisches (Dactylorhiza lapponica) - Familie: Orchidaceae
- Knabenkraut, Männliches (Orchis mascula) - Familie: Orchidaceae
- Knabenkraut, Ostsee- (Dactylorhiza curvifolia) - Familie: Orchidaceae
- Knabenkraut, Purpur- (Orchis purpurea) - Familie: Orchidaceae
- Knabenkraut, Purpurrotes (Dactylorhiza purpurella) - Familie: Orchidaceae
- Knabenkraut, Spitzels (Orchis spitzelii) - Familie: Orchidaceae
- Knabenkraut, Sumpf- (Orchis palustris) - Familie: Orchidaceae
- Knabenkraut, Torfmoos- (Dactylorhiza sphagnicola) - Familie:Orchidaceae
- Knabenkraut, Traunsteiners (Dactylorhiza traunsteineri) - Familie:Orchidaceae
- Knabenkraut, Übersehenes (Dactylorhiza praetermissa) - Familie:Orchidaceae
- Knabenkraut, Wanzen- (Orchis coriophora) - Familie: Orchidaceae
- Knäuel, Ausdauernder (Scleranthus perennis) - Familie: Caryophyllaceae
- Knäuel, Gewöhnlicher Einjähriger (Scleranthus annuus) - Familie:Caryophyllaceae
- Knäuel, Hügel- (Scleranthus verticillatus) - Familie:Caryophyllaceae
- Knäuel, Triften- (Scleranthus polycarpos) - Familie:Caryophyllaceae
- Knoblauchsrauke (Alliaria petiolata) - Familie: Brassicaceae
- Knollenkümmel (Bunium bulbocastanum) - Familie: Apiaceae
- Knorpelkraut (Illecebrum verticillatum) - Familie: Caryophyllaceae
- Knorpelkraut, Acker- (Polycnemum arvense) - Familie:Chenopodiaceae
- Knorpelkraut, Großes (Polycnemum majus) - Familie: Chenopodiaceae
- Knorpelkraut, Warziges (Polycnemum verrucosum) - Familie:Chenopodiaceae
- Knorpellattich, Alpen- (Chondrilla chondrilloides) - Familie: Asteraceae
- Knorpellattich, Großer (Chondrilla juncea) - Familie: Asteraceae
- Knotenblume, Sommer- (Leucojum aestivum) - Familie: Amaryllidaceae
- Knotenfuß, Stängelumfassender (Streptopus amplexifolius) - Familie: Asparagaceae
- Knöterich, Ampfer- (Persicaria lapathifolia) - Familie: Polygonaceae
- Knöterich, Bastard- (Fallopia x bohemica (Fallopia japonica x F. sachalinensis)) - Familie: Polygonaceae
- Knöterich, Floh- (Persicaria maculosa) - Familie: Polygonaceae
- Knöterich, Hecken- (Fallopia dumetorum) - Familie: Polygonaceae
- Knöterich, Himalaja- (Aconogonon polystachyum) - Familie: Polygonaceae
- Knöterich, Japan- (Fallopia japonica) - Familie: Polygonaceae
- Knöterich, Kleiner (Persicaria minor) - Familie: Polygonaceae
- Knöterich, Knöllchen- (Bistorta vivipara) - Familie: Polygonaceae
- Knöterich, Milder (Persicaria dubia) - Familie: Polygonaceae
- Knöterich, Pennsylvanischer (Persicaria pensylvanica) - Familie: Polygonaceae
- Knöterich, Sachalin- (Fallopia sachalinensis) - Familie: Polygonaceae
- Knöterich, Schlangen- (Bistorta officinalis) - Familie: Polygonaceae
- Knöterich, Schling- (Fallopia baldschuanica) - Familie: Polygonaceae
- Knöterich, Strand- (Polygonum oxyspermum) - Familie: Polygonaceae
- Knöterich, Trittrasen- (Polygonum arenastrum) - Familie: Polygonaceae
- Knöterich, Vogel- (Polygonum aviculare) - Familie: Polygonaceae
- Knöterich, Wasser- (Persicaria amphibia) - Familie: Polygonaceae
- Knöterich, Winden- (Fallopia convolvulus) - Familie: Polygonaceae
- Kohl, Gemüse- (Brassica oleracea) - Familie: Brassicaceae
- Königsfarn (Osmunda regalis) - Familie: Osmundaceae
- Königskerze, Flockige (Verbascum pulverulentum) - Familie: Scrophulariaceae
- Königskerze, Großblütige (Verbascum densiflorum) - Familie: Scrophulariaceae
- Königskerze, Kleinblütige (Verbascum thapsus) - Familie: Scrophulariaceae
- Königskerze, Mehlige (Verbascum lychnitis) - Familie: Scrophulariaceae
- Königskerze, Schaben- (Verbascum blattaria) - Familie: Scrophulariaceae
- Königskerze, Schwarze (Verbascum nigrum) - Familie: Scrophulariaceae
- Königskerze, Violette (Verbascum phoeniceum) - Familie: Scrophulariaceae
- Königskerze, Windblumen- (Verbascum phlomoides) - Familie: Scrophulariaceae
- Kopfried, Rostrotes (Schoenus ferrugineus) - Familie: Cyperaceae
- Kopfried, Schwarzes (Schoenus nigricans) - Familie: Cyperaceae
- Korallenwurz (Corallorrhiza trifida) - Familie: Orchidaceae
- Kornblume (Centaurea cyanus) - Familie: Asteraceae
- Kornelkirsche (Cornus mas) - Familie: Cornaceae
- Kornrade (Agrostemma githago) - Familie: Caryophyllaceae
- Kragenblume, Nickende (Carpesium cernuum) - Familie: Asteraceae
- Krähenbeere, Schwarze (Empetrum nigrum) - Familie: Ericaceae
- Krähenbeere, Zwittrige (Empetrum hermaphroditum) - Familie: Ericaceae
- Krähenfuß, Niederliegender (Lepidium squamatum, Syn. Coronopus squamatus) - Familie: Brassicaceae
- Krähenfuß, Zweiknotiger (Lepidium didymum, Syn. Coronopus didymus) - Familie: Brassicaceae
- Kratzbeere (Rubus caesius) - Familie: Rosaceae
- Kratzdistel, Acker- (Cirsium arvense) - Familie: Asteraceae
- Kratzdistel, Alpen- (Cirsium spinosissimum) - Familie: Asteraceae
- Kratzdistel, Bach- (Cirsium rivulare) - Familie: Asteraceae
- Kratzdistel, Englische (Cirsium dissectum) - Familie: Asteraceae
- Kratzdistel, Gewöhnliche (Cirsium vulgare) - Familie: Asteraceae
- Kratzdistel, Graue (Cirsium canum) - Familie: Asteraceae
- Kratzdistel, Knollige (Cirsium tuberosum) - Familie: Asteraceae
- Kratzdistel, Kohl- (Cirsium oleraceum) - Familie: Asteraceae
- Kratzdistel, Stängellose (Cirsium acaule) - Familie: Asteraceae
- Kratzdistel, Sumpf- (Cirsium palustre) - Familie: Asteraceae
- Kratzdistel, Verschiedenblättrige (Cirsium heterophyllum) - Familie: Asteraceae
- Kratzdistel, Wollköpfige (Cirsium eriophorum) - Familie: Asteraceae
- Krebsschere (Stratiotes aloides) - Familie: Hydrocharitaceae
- Kresse, Breitblättrige (Lepidium latifolium) - Familie: Brassicaceae
- Kresse, Dichtblütige (Lepidium densiflorum) - Familie: Brassicaceae
- Kresse, Feld- (Lepidium campestre) - Familie: Brassicaceae
- Kresse, Grasblättrige (Lepidium graminifolium) - Familie: Brassicaceae
- Kresse, Schutt- (Lepidium ruderale) - Familie: Brassicaceae
- Kresse, Verschiedenblättrige (Lepidium heterophyllum) - Familie: Brassicaceae
- Kresse, Virginische (Lepidium virginicum) - Familie: Brassicaceae
- Kreuzblümchen, Buchsblättriges (Polygala chamaebuxus) - Familie: Polygalaceae
- Kreuzblümchen, Gewöhnliches (Polygala vulgaris) - Familie: Polygalaceae
- Kreuzblümchen, Kalk- (Polygala calcarea) - Familie: Polygalaceae
- Kreuzblümchen, Quendelblättriges (Polygala serpyllifolia) - Familie: Polygalaceae
- Kreuzblümchen, Schopfiges (Polygala comosa) - Familie: Polygalaceae
- Kreuzblümchen, Sumpf- (Polygala amarella) - Familie: Polygalaceae
- Kreuzblümchen, Voralpen- (Polygala alpestris) - Familie: Polygalaceae
- Kreuzdorn, Felsen- (Rhamnus saxatilis) - Familie: Rhamnaceae
- Kreuzdorn, Purgier- (Rhamnus cathartica) - Familie: Rhamnaceae
- Kreuzdorn, Zwerg- (Rhamnus pumila) - Familie: Rhamnaceae
- Kreuzlabkraut, Gewöhnliches (Cruciata laevipes) - Familie: Rubiaceae
- Kreuzlabkraut, Kahles (Cruciata glabra) - Familie: Rubiaceae
- Krokus, Frühlings- (Crocus vernus) - Familie: Iridaceae
- Kronenlattich (Willemetia stipitata) - Familie: Asteraceae
- Kronwicke, Berg- (Coronilla coronata) - Familie: Fabaceae
- Kronwicke, Bunte (Securigera varia) - Familie: Fabaceae
- Kronwicke, Scheiden- (Coronilla vaginalis) - Familie: Fabaceae
- Kronwicke, Strauch- (Hippocrepis emerus) - Familie: Fabaceae
- Krummhals, Acker- (Anchusa arvensis) - Familie: Boraginaceae
- Küchenzwiebel (Allium cepa) - Familie: Alliaceae
- Kugelblume, Gewöhnliche (Globularia punctata) - Familie: Plantaginaceae
- Kugelblume, Herzblättrige (Globularia cordifolia) - Familie: Plantaginaceae
- Kugelblume, Nacktstenglige (Globularia nudicaulis) - Familie: Plantaginaceae
- Kugeldistel, Drüsenblättrige (Echinops sphaerocephalus) - Familie: Asteraceae
- Kugeldistel, Drüsenlose (Echinops exaltatus) - Familie: Asteraceae
- Kugelschötchen, Felsen- (Kernera saxatilis) - Familie: Brassicaceae
- Kugelsimse (Scirpoides holoschoenus) - Familie: Cyperaceae
- Kuhkraut (Vaccaria hispanica) - Familie: Caryophyllaceae
- Kuhschelle, Alpen- (Pulsatilla alpina) - Familie: Ranunculaceae
- Kuhschelle, Gewöhnliche (Pulsatilla vulgaris) - Familie: Ranunculaceae
- Kuhschelle, Finger- (Pulsatilla patens) - Familie: Ranunculaceae
- Kuhschelle, Frühlings- (Pulsatilla vernalis) - Familie: Ranunculaceae
- Kuhschelle, Wiesen- (Pulsatilla pratensis) - Familie: Ranunculaceae
- Kümmel, Quirlblättriger (Carum verticillatum) - Familie: Apiaceae
- Kümmel, Wiesen- (Carum carvi) - Familie: Apiaceae